# Barbara Castracane
Barbara Castracane (Roma, 18 giugno 1961) è una doppiatrice e direttrice del doppiaggio italiana.

## Carriera
Ha doppiato numerosi personaggi di cartoni animati, tra i quali Occhi di gatto, Alf, Il circo di Jojo, Altair fra le stelle, Crank Yankers, È l'ora di religione e Georgie.
Ha doppiato numerose attrici: Queen Latifah, Grace Jones, Joan Allen e molte altre.
Dal 1989 al 1995 ha dato la voce a Minni sostituendo Isa Di Marzio e Ida Sansone, per poi essere rimpiazzata a sua volta in tale ruolo da Paola Valentini.

## Doppiaggio

### Film
- Queen Latifah in My Life - Questa mia vita, Brown Sugar, Chicago, New York Taxi, Il dilemma
- Famke Janssen in X-Men, X-Men 2, X-Men - Conflitto finale, Wolverine - L'immortale, X-Men - Giorni di un futuro passato
- Sigourney Weaver in Red Lights, La Morte e la Fanciulla, Nemesi, The Meyerowitz Stories
- Lillian Lehman in Body of Evidence
- Gina Gershon in Showgirls, Bound - Torbido inganno, P.S. I Love You, Inconceivable
- Marcia Gay Harden in La ragazza di Spitfire Grill, Bad News Bears - Che botte se incontri gli Orsi, American Dreamz
- Toni Collette in  About a boy - Un ragazzo
- Emma Thompson in Love Actually - L'amore davvero, Matilda The Musical di Roald Dahl
- Katja Riemann in Fuck you, prof!, Fuck you, prof! 2
- Kathy Najimy in Hocus Pocus, Hocus Pocus 2
- Tichina Arnold in Svalvolati on the road
- Geraldine Chaplin in Jane Eyre
- Joan Allen in Tempesta di ghiaccio
- Sandra Oh in Sotto il sole della Toscana
- Fanny Ardant in Callas Forever
- Lara Flynn Boyle in Hansel e Gretel e la strega della foresta nera
- Tonya Pinkins in Come d'incanto
- Elizabeth Peña in Tortilla Soup
- Belinda Metz in 8 amici da salvare
- Mary Kay Place in È complicato
- Chris Evert in Wimbledon
- Melissa Leo in 90 minuti a New York
- Christine Baranski in Mamma mia!
- Judy Dickerson in Un'ottima annata - A Good Year
- Kimberly Scott in Un giorno di ordinaria follia
- Roma Maffia in Rivelazioni
- Jessica Lange in The Gambler
- Angela Jones in Pulp Fiction
- Patsy Stephen in Un grido nella notte
- Jeannetta Arnette in Boys Don't Cry
- S. Epatha Merkerson in Lincoln
- Miranda Richardson in Il fantasma dell'Opera
- Juliet Aubrey in Mine
- Gabrielle Downey in The Nun - La vocazione del male
- Jennifer Saunders in Assassinio sul Nilo
- Catherine Chevalier in Cabal
- Sara Wiseman ne Il regno del pianeta delle scimmie
- Margo Williams Moorer in Brothers

### Film d'animazione
- Flo in Cars - Motori ruggenti, Cars 2 e Cars 3
- Titti, Agatha e Guendalina in Daffy Duck's Quackbusters - Agenzia acchiappafantasmi
- Zia Zelda in Sabrina - Amiche per sempre
- Clarabella in Topolino, Paperino, Pippo: I tre moschettieri
- Capitano Chantel DuBois in Madagascar 3 - Ricercati in Europa
- Zia Ida in La mia vita da Zucchina
- Zuki in Khumba - Cercasi strisce disperatamente
- Miss Grunion in Mr. Peabody e Sherman
- Magda in Arctic - Un'avventura glaciale
- Prozia Sloom ne La famiglia Addams

### Serie televisive
- Beth Broderick in Sabrina, vita da strega, Le terrificanti avventure di Sabrina
- Kyra Sedgwick in The Closer
- Geraldine James in Chiamatemi Anna
- Chandra Wilson in Grey's Anatomy
- Marion Mitterhammer in Grand Hotel
- Lea DeLaria in Orange Is the New Black
- Lorraine Toussaint in Forever
- Christine Baranski in The Good Fight (dalla terza stagione)
- Tony Marcin in Cuore selvaggio
- Silvia Pérez in La forza dell'amore
- Patricia Palmer in Milagros
- Ally Walker in Profiler - Intuizioni mortali (s.1-2)
- Eliane Giardini in Figli miei, vita mia
- Herminia Martinez in Piccola Cenerentola
- Shabana Azmi in Halo
- Michaela May ne I Wildenstein[1]
- Jenny Agutter in L'amore e la vita - Call the Midwife
- Deborah Kara Unger in Rat Pack - Da Hollywood a Washington
- Sarah Woodward in The Veil

### Cartoni animati
- Rui Kisugi (Kelly Tashikel) in Occhi di gatto
- Emma in Georgie
- Lady Veleno ne I Gummi
- Reirei in The Lion Guard
- Bentina Beakley in DuckTales
- Mimzy in Hazbin Hotel

### Videogiochi
- Flo in Disney Infinity (2013)[2]

## Direzione del doppiaggio
- Sabrina, vita da strega
- Tutto in famiglia
- Private Practice